# Luft (Kurzfilm)
Luft ist ein deutscher Kurzfilm von Natalia Stürz aus dem Jahr 2008. In Deutschland feierte der Film am 3. Mai 2009 bei den Internationalen Kurzfilmtagen in Oberhausen Premiere.

## Handlung
Der Tagesschausprecher Jens Riewa holt Luft.

## Kritiken
„Selten hören wir so genau zu wie bei den Nachrichten – selbst bei den Fernsehnachrichten. Die Filmemacherin hört hier noch genauer hin und entdeckt den Moment vor der Nachricht. Konzentriert und in schneller Montage fügt sie die Augenblicke des Luftholens pointiert zusammen, ohne dass dem Zuschauer dabei die Nachricht entgeht.“

## Auszeichnungen
Internationale Kurzfilmtage Oberhausen 2009
- Lobende Erwähnung (NRW-Wettbewerb)